# Station de Redu
La Station de Redu (ou Station de poursuite de Redu, baptisé officiellement auparavant Centre ESA de Redu et depuis 2017 Centre européen de sécurité et d’éducation spatiales (ESEC) ) est une station terrestre d'antennes radio paraboliques de l'ESTRACK utilisée pour les communications de suivi et de contrôle avec les satellites de l'ESA. Elle est située à environ un kilomètre du village de Redu, dans la Province de Luxembourg, en Belgique, à environ 40 km à vol d'oiseau de Charleville-Mézières près des frontières de France et du Luxembourg.
Les terminaux terrestres fournissent des capacités de suivi en bande C, en bande L, en bande S, en bande Ku, et en bande Ka ainsi que des essais en orbite de satellites de télécommunication.

## Historique
Les premières antennes ont été installées en 1968 pour permettre à l'ESA de suivre et de communiquer avec ses satellites. Aujourd'hui, la station regroupe une vingtaine d'antennes de transmission et réception de données.
L'infrastructure ardennaise de l'ESA connaît actuellement une intense activité à l'heure des missions habitées vers la station spatiale internationale (ISS), comme pour la mise en œuvre du système Galileo. Grâce au satellite géostationnaire Artemis, qui sert à relayer les données dans les bandes S et Ka, elle a assuré le suivi « en direct » des manœuvres du vaisseau cargo automatique européen (ATV) aussi bien pour l'amarrage que pour la désorbitation.
Depuis 2014, de nouvelles activités se déroulent à Redu dans le domaine de la cybersécurité spatiale et de l’éducation de l’ESA.

## Équipements

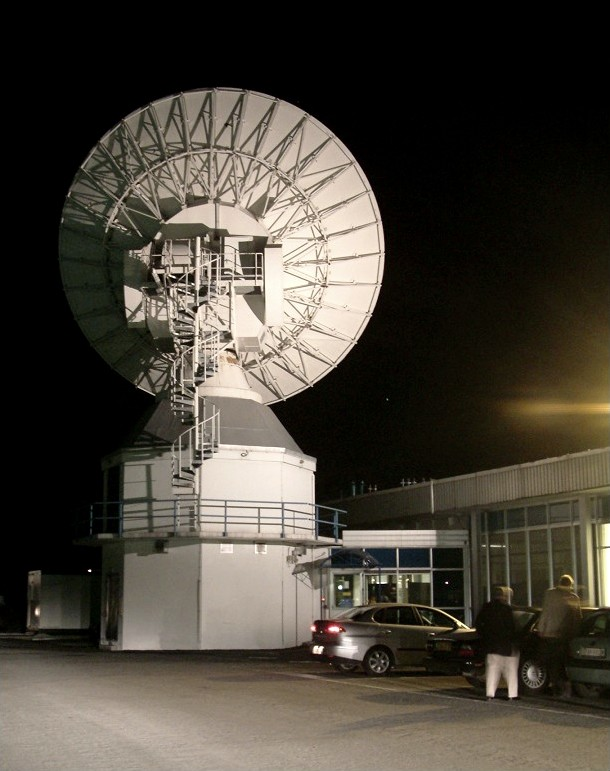
L'antenne REDU-2 de 13.5 m de diamètre.

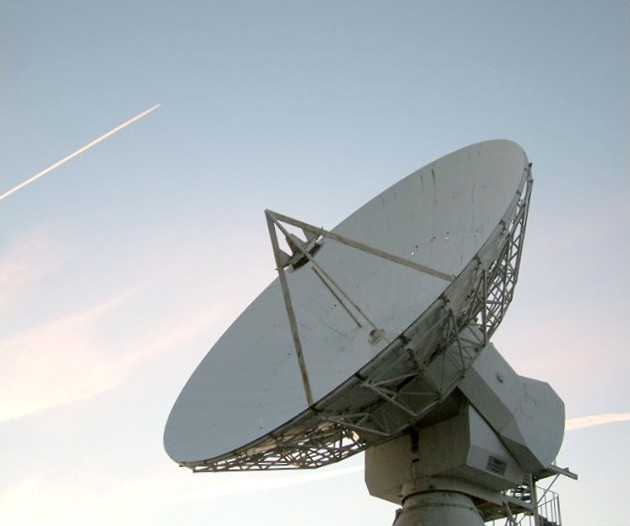
L'antenne REDU-2 de 13.5 m de diamètre.

Le site accueille une vingtaine d'antennes, la plus grande faisant 20 m de diamètre. Celle-ci est entrée en service en 2010 pour permettre les communications avec les futurs satellites de positionnement Galileo. Elle fonctionne dans la bande C et en UHF.
Les principales antennes de transmission sont :
- REDU-1 de 15 m de diamètre fonctionnant en bande S ;
- REDU-2 de 13,5 m de diamètre fonctionnant en bande Ka ;
- REDU-3 de 2,4 m de diamètre fonctionnant en bande S ;
- Une antenne de 9 m en bande S (installée en 2001) ;
- Un réseau de 6 antennes de 3,8 m fonctionnant en bande Ku ;
- Une antenne de 9,3 m de diamètre pour la bande C.

REDU-3 est destiné à la mission PROBA (Project for On-Board Autonomy). L'antenne de 9 m ainsi que les six de 3,8 m servent aux communications avec les satellites Eutelsat. REDU-2 a subi des améliorations en 2001 afin de pouvoir assurer le suivi d'Artemis, un satellite géostationnaire de relais.